# UK vz. 59
UK vz. 59 (чеш. Univerzální kulomet vzor 59) — чехословацкий единый пулемёт.
Автоматика UK vz. 59 основана на газовом двигателе и запирании затвора поворотным замыкателем, аналогичным используемому в автомате VZ.58. Устройство некоторых механизмов пулемёта похоже  на предшественника ZB vz. 52. С ZB vz. 52 перенесена схема системы питания. Патронная лента подводимая по направляющим в ствольную коробку, захватывается системой кулачков, причём патрон выталкивается вперёд из звена в патронник пулемёта.
Огонь ведётся с открытого затвора. Имеется ручной регулятор в газоотводе. Приводящий в действие затворную раму поршень расположен под стволом. Подача ленты справа-налево. Стволы быстросъёмные, имеет две разновидности: лёгкий (L) и тяжёлый (T). «Лёгкий» для стрельбы на сошках, «тяжёлый» на треножном станке. Лента имеет открытые патронные карманы (открытое звено) и патроны из ленты подаются сразу в патронник. Для прицеливания имеется мушка, но также есть возможность крепить оптический прицел. Предохранитель располагается на левой стороне оружия, над рукояткой управления огнём.
Для установки на бронемашины имелся вариант с электромеханическим спуском (соленоидом) и тяжёлым стволом. 
Из-за задержки с принятием на вооружение Советской армии единого пулемёта чехословацкий пулемёт был в конце 1959 года испытан в СССР и признан равноценным ТКБ-521 и будущему пулемёту Калашникова, но (как и они оба на тот момент) всё же требующим доработки.
Производство пулемёта было свёрнуто в конце 1970-х годов.

## Версии
- UK vz. 59 L — ручная версия для стрельбы на сошках;
- UK vz. 59 T — станковая версия, для стрельбы со станка.

## Эксплуатанты
Чехия
 Словакия
 Биафра.
 Демократическая Республика Конго
- Вооружённые силы Демократической Республики Конго[6]
- Демократические силы освобождения Руанды[6]

 Грузия
 Ливия
 Мали
 Танзания
 Украина: поставлено 3200 единиц
 Вьетнам
- Вьетконг и Вьетнамская народная армия[12]